# Oostelijke wigsnaveltimalia
De oostelijke wigsnaveltimalia (Stachyris roberti synoniem: Sphenocichla roberti) is een zangvogel uit de familie Timaliidae (timalia's).

## Verspreiding en leefgebied
Deze soort komt voor van noordoostelijk India tot zuidwestelijk China.

## Status
De grootte van de populatie wordt geschat op 2500-10.000 volwassen vogels. De populatie is klein en neemt af door habitatverlies. Op de Rode lijst van de IUCN heeft deze soort daarom de status gevoelig.